# Benetton Formula
Benetton Formula 1 var ett italienskt, senare ett franskt, formel 1-stall som startades som Toleman 1980. 

## Historik
Benetton var mycket framgångsrikt under mitten av 1990-talet och vann konstruktörsmästerskapet 1995. Stallets främste förare var Michael Schumacher, som blev formel 1-världsmästare i Benetton två gånger.

### Hur det började
1985 bestämde sig United Colors of Benettons grundare Luciano Benetton för att köpa Toleman. Han gjorde inför säsongen 1986 klart med motorer från BMW och förarna Gerhard Berger och Teo Fabi. Den första säsongen var överraskande framgångsrik, då Berger och Fabi tog flera pole position men de höll inte måttet i loppen. Berger vann dock i Mexiko, vilket var stallets första seger någonsin. 

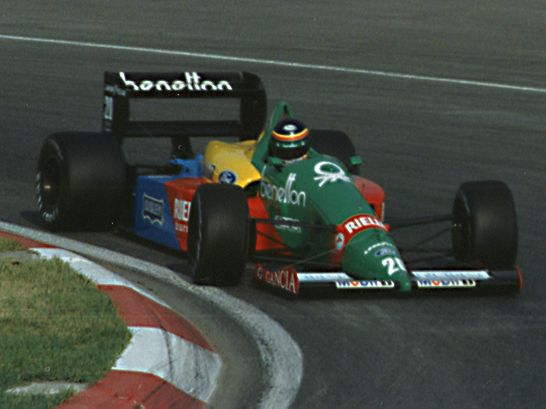
Thierry Boutsen i en B188 i.

Säsongen 1987 bytte man till Ford-motorer och Berger ersattes av belgaren Thierry Boutsen. Förarparet Fabi och Boutsen lyckades hyfsat, men det blev bara två pallplatser, Fabis tredjeplats i Österrike och Boutsens dito i Australien. 
Säsongen 1988 ersattes Fabi av landsmannen Alessandro Nannini. Boutsen slutade fyra i förar-VM, medan Nannini kom på tionde plats. Boutsen lämnade stallet men Benetton hade under säsongen gjort klart med supertalangen Johnny Herbert. Han skadade sig dock under ett formel 3000-lopp på Brands Hatch men lyckades komma tillbaka till säsongen 1989. 
Herbert hade svåra bensmärtor men lyckades på något underligt sätt ändå ta fem poäng. Han kvalade dock knappt in till loppen, varför Benetton bröt kontraktet. 
Herbert ersattes av Emanuele Pirro, men han lyckades inte mycket bättre. 
Därmed blev det Nannini som fick dra lasset och det gjorde han med den äran när han till exempel vann i Japan. 
Stallet fick nu en ny chef, Flavio Briatore, som kom från Benettons marknadsföringsavdelning.

### Piquet
Säsongen 1990 gjorde Benetton en rejäl kupp när man hämtade Nelson Piquet från Lotus där han hade fört en tynande tillvaro efter sin förartitel med Williams 1987. Detta blev Benettons dittills bästa säsong, då Piquet vann i Japan och Australien och slutade delad trea i förar-VM och Benetton trea i konstruktörs-VM. Alessandro Nannini var den perfekte andreföraren och såg ut att vara på väg mot en sjundeplats i förarmästerskapet när han skadade armen i en helikopterkrasch. Detta innebar att Roberto Moreno fick överta hans plats i de två sista loppen, och kom tvåa i Japan. 
Moreno fick förnyat förtroende 1991, som annars var en tung säsong för Benetton. John Barnard blev teknisk direktör och sparkade ut Rory Byrne, vilket innebar att 1991 års bil var en helt annorlunda bil. Den fungerade inte klanderfritt och Piquets seger i Kanada kom tack vare mer tur än skicklighet. I augusti upptäckte Flavio Briatore och Tom Walkinshaw en ung tysk, Michael Schumacher, som körde för Jordan. Moreno skickades iväg och istället kom den 22-årige tysken. Schumacher slogs om ledningen ett tag i Spanien, innan han åkte av banan och blev sexa. Schumacher gjorde i övrigt en bra insats och när Piquet sedan slutade, så var Benettons val av försteförare givet.

### Schumacher
Säsongen 1992 kom Martin Brundle till stallet ifrån ett krisande Brabham. Michael Schumacher var den stora stjärnan och körde snabbt ifrån Brundle. Tysken tog sin första pallplats i säsongens andra deltävling och sedan flöt det på. Han kom tvåa i Spanien och låg tidigt trea i förarmästerskapet. I Frankrike tog sedan Brundle sin första pallplats, 33 år gammal. Brundle tog fler poäng än Schumacher, som hade vissa tekniska problem men var trots det snabbare men i Ungerns Grand Prix 1992 knuffade Brundle Schumacher av banan. Två veckor senare dock kunde inget stoppa Schumacher som vann i Belgien, efter en storartad taktisk insats. Genom en andraplats i avslutningsloppet i Australien säkrade Schumacher en tredjeplats i förar-VM. 
1993 var Benettons bil snabbare, dock inte lika snabb som Williams och McLarens samt ganska opålitlig. Brundle hade lämnat stallet och ersatts av italienaren Riccardo Patrese. Han troddes vara en tuff stallkamrat, men Schumacher krossade sådana förhoppningar. I slutet av säsongen tog Schumacher sin andra seger i karriären när han vann i Portugal. Schumacher kom fyra i förar-VM på 52 poäng, medan Patrese kom femma på...20 poäng. Italienaren tvingades att lämna stallet, kanske inte ett så smart beslut, med tanke på vad Schumachers nya stallkamrater presterade den följande säsongen.

### VM-titeln 1994
Säsongen 1994 skulle bli en mycket spännande säsong. Benetton hade tagit fram en ny bil som var riktigt snabb och hela stallet andades optimism när säsongen inleddes. Ayrton Senna i Williams var den store favoriten, före Damon Hill och Michael Schumacher. Benettons andreförare blev finländaren JJ Lehto från Sauber. Dock skadade sig Lehto innan säsongen i en krasch under en testkörning, varför den unge nederländaren Jos Verstappen fick köra i premiären i Brasilien, där Schumacher vann efter att Senna snurrat av banan.
I Stilla havets Grand Prix tog Schumacher ännu en enkel seger sedan Senna blivit påkörd av Mika Häkkinen. I San Marinos Grand Prix 1994 förolyckades Senna när hann ledde loppet. Schumacher vann sedan det omstartade loppet och tog tio poäng men var helt knäckt efteråt. 
Schumacher fick hård kritik för att han log under prisceremonin, men faktum var att Senna då inte var dödförklarad. 
I Monaco tog Schumacher sin första pole position och en ny seger. Lehto, som gjort sin säsongsdebut i San Marino, kvalade in som femma. Han fick sedan stopp under loppet och blev påkörd av Pedro Lamy och bröt armen. Lehto körde några lopp till, innan han gav upp för smärtorna och avbröt säsongen. 
Schumacher kom tvåa i Spanien, trots att han tvingades köra mer än halva loppet på femmans växel. Sedan vann tysken i
Kanada och i Frankrike. Schumacher var oslagbar och efter sju deltävlingar och låg han 37 poäng före tvåan Damon Hill, sedan började turbulensen. 
I Storbritannien blev till exempel Schumacher diskvalificerad för att ha kört om Hill under uppvärmningsvarvet. I Tyskland råkade Verstappen ut för en eldsvåda i depån men hade tur som klarade sig oskadd och Schumacher sveddes av en mindre eldslåga när hans motor sprängdes. I Ungern vann Schumacher igen och ledde förarmästerskapet med 31 poäng men i Belgien blev han diskvalificerad för en felaktig bottenplatta och dessutom personligen avstängd i två lopp. 
Verstappen och den nu friske Lehto ryckte in men ingen av dem gjorde någon succé. I Europas Grand Prix på Jerezbanan gjorde Schumacher ett stabilt lopp och kunde behålla sin VM-ledning. I Japan förlorade dock Schumacher till Hill. Det skiljde nu bara en poäng mellan dessa inför det sista loppet i Australien, där de båda krockade. Detta innebar att Schumacher vann VM och tog därmed sin första mästerskapstitel. Benetton hade dock så svaga andraförare att Williams kunde vinna konstruktörsmästerskapet. Johnny Herbert, som körde de två sista loppen för Benetton, blev stallets förare tillsammans med Schumacher den följande säsongen.

### VM-titlarna 1995

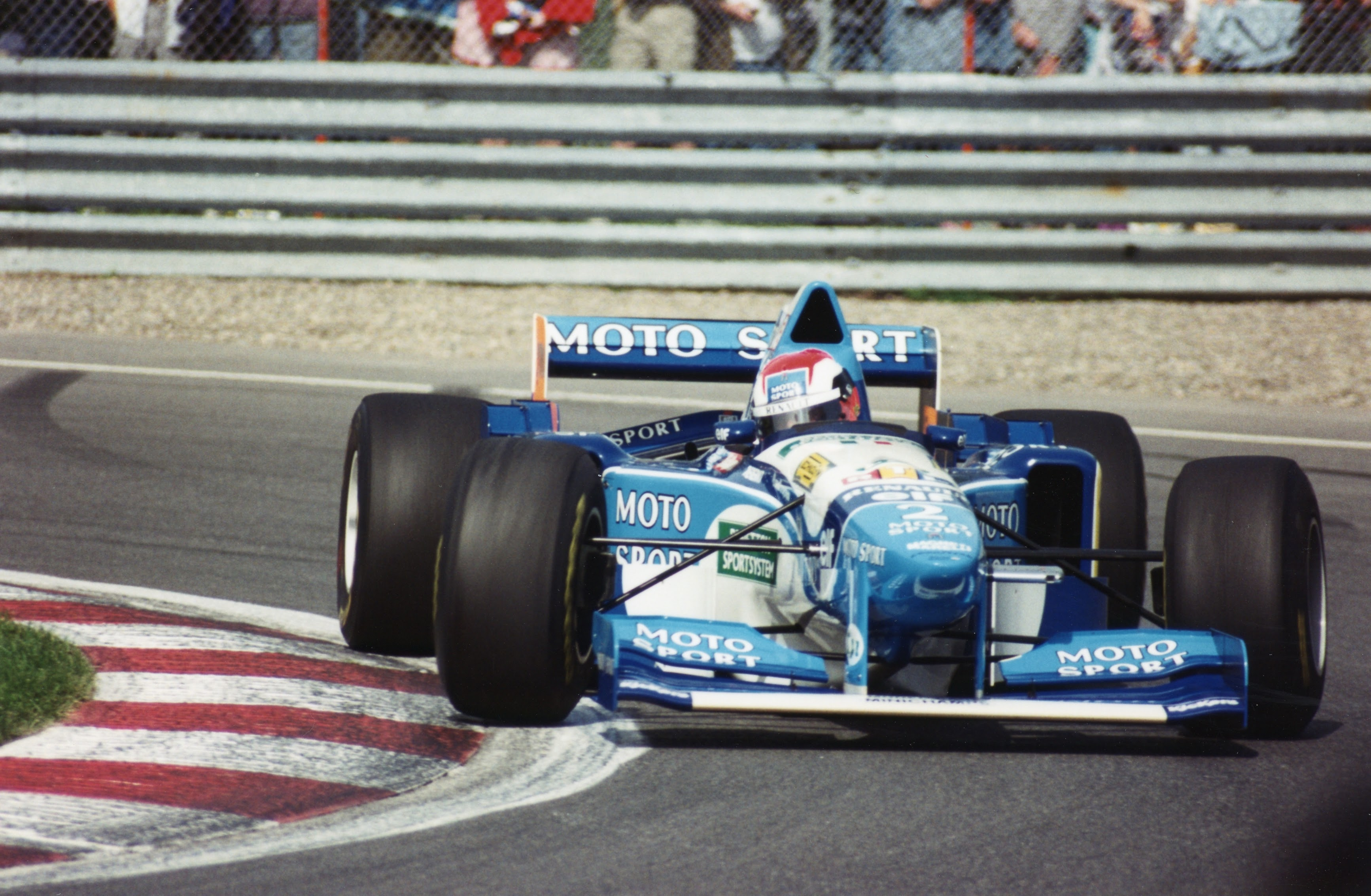
Johnny Herbert i en B195.

Säsongen 1995 bytte Benetton motorer från Ford till Renault. Michael Schumacher inledde säsongen genom att vinna i Brasilien men det blev rabalder sedan det visat sig att både Benetton och Williams hade kört på felaktigt bränsle. Schumacher fick behålla sina poäng, medan de bägge stallen blev av med sina konstruktörspoäng. Stallets andreförare Johnny Herbert hade dock stora problem i premiären. 
I Argentina vann ärkerivalen Damon Hill medan Schumacher kom trea. Hill vann även i San Marino, där Schumacher ledde innan han kraschade i Piratella, dock utan att skada sig. I Spanien kom stallets andra av två dubbelsegrar. Schumacher vann loppet och tog över ledningen i VM-tabellen, medan Herbert tog sin första pallplats. I Monaco slog Schumacher Hill i depån och vann. I Kanada gick det sämre för Benetton och Schumacher, som fick nöja sig med en femteplats.
Nu började spekulationerna om Schumacher var på väga att lämna stallet. Ferrari, McLaren och Williams var alla intresserade av den regerande mästaren Schumacher. Mest intresserade var Ferrari, som erbjöd Schumacher en rekordstor lön för att få över honom.
I Frankrike vann Schumacher igen, men i Storbritannien krockade han och Hill, och båda fick bryta. I stället kunde Herbert vinna loppet, vilket var hans första vinst efter sex säsonger i formel 1. I Tyskland vann Schumacher sitt femte lopp för säsongen och tog en överlägsen ledning i VM-tabellen. I Ungern tog Hill segern efter att Schumacher fått tekniska problem. Den 16 augusti 1995 meddelade Schumacher att han hade skrivit på för Ferrari för säsongen 1996.
När Schumacher kvalade in som sextonde förare i Belgien såg det ut som Williams skulle ta över, men Schumacher kom tillbaka och vann loppet efter sin största uppvisning i karriären. 
I Italien krockade Schumacher och Hill och Jean Alesi i Ferrari fick problem på slutet, varför Herbert kunde ta sin andra seger i karriären. I Portugal kom Schumacher tvåa och sedan vann han Europas Grand Prix. Han vann därefter Stilla havets Grand Prix och säkrade där mästartiteln genom en ledning på 33 poäng före Hill med två deltävlingar kvar. I Japan vann Schumacher sitt sista lopp för Benetton, medan Herbert kom trea. I säsongens sista lopp i Australien kolliderade Schumacher med Alesi och fick bryta, men Schumacher hade vunnit förarmästerskapet och Benetton-Renault konstruktörsmästerskapet.

### Alesi och Berger
Säsongen 1996 hade Michael Schumacher gått till Ferrari och Johnny Herbert, som inte fått nytt kontrakt, till Sauber. De båda ersattes av de tidigare Ferrariförarna Jean Alesi och Gerhard Berger. Brasilianen Rubens Barrichello blev väldigt förvånad över anställningen av Berger. Barrichello var i stort sett klar, hade besökt fabriken och väntade på att skriva kontrakt, när Benetton plötsligt satsade på Berger. 
I säsongens andra lopp i Brasilien kom Alesi på andra plats. Sedan lyckades han inte hänga med Williams, men att han skulle få problem med Schumachers långsamma Ferrari, överraskade de flesta. Alesi körde ihop 47 poäng och slutade fyra i förar-VM, vilket dock ansågs som ett misslyckande. Bergers misslyckande var dock större. Han tog bara 21 poäng i den tidigare världsmästarbilen. Båda förarna hade kontrakt även säsongen 1997. Det gick då ännu sämre för Alesi, som tog 36 poäng men som ändå slutade fyra i förarmästerskapet efter att Schumacher blivit diskvalificerad. 
Berger gjorde under säsongen en bihåleoperation och då meddelade Flavio Briatore att ingen av förarna skulle få nya kontrakt utan att man istället skulle satsa på Giancarlo Fisichella och Alexander Wurz. Berger återkom riktigt arg och hämnades på Briatore genom att vinna i Tyskland. Berger slutade efter säsongen medan Alesi drog vidare till Sauber.

### Slutet för Benetton
Säsongen 1998 slutade stallchefen Flavio Briatore, om än tillfälligt. 
Giancarlo Fisichella, som var tippad som en framtida världsmästare, kom från Jordan och Alexander Wurz fick också sin stora chans. 
Benetton lyckades, trots förlusten av Renault som motorleverantör, hänga med rätt bra i början av säsongen. I Monaco och Kanada kom stallet tvåa. 
Wurz tog ett stort antal fjärdeplatser och både Ferrari och nybildade BAR blev intresserade av honom. 
Under andra halvan av säsongen förlorade stallchefen David Richards kontrollen och stallet tog då bara några få poäng. Detta gjorde att Ferraris intresse för Fisichella och Wurz minskade, vilket innebar att Benetton fick behålla sina förare. 

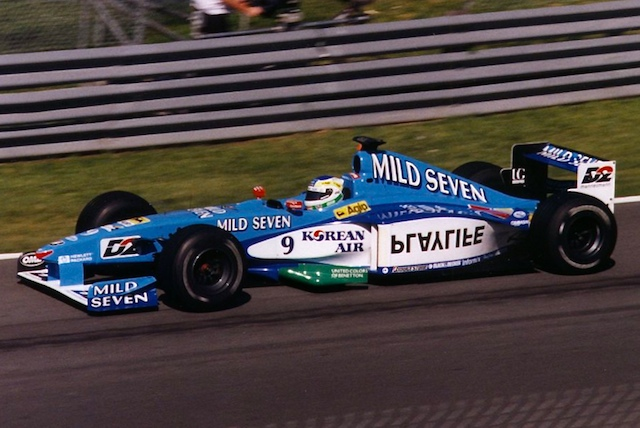
Giancarlo Fisichella i en B199 i.

Säsongen 1999 blev ingen rolig säsong heller. Visserligen kom Fisichella tvåa i Kanada och låg delad fyra i VM-tabellen efter sex deltävlingar, men sedan rasade allt igen. Fischella tvingades dessutom se på när Rubens Barrichello tog förarplatsen i Ferrari som han var ute efter. Wurz tog bara två poäng vilket han upprepade den följande säsongen och fick därefter därför sparken. 
Säsongen 2000 gich de bättre för Fischella som tog tre pallplatser. Han kom tvåa i Brasilien, trea i Monaco och trea i Kanada. Men sedan kom hans vanliga svacka och han tog inga fler poäng. Fischella blev ändå sexa i förar-VM. 
Säsongen 2001 hade Wurz ersatts av britten Jenson Button.  Benettonbilarna var alldeles för långsamma och man fick kämpa i botten. I Spanien förlorade både Fischella och Button till och med mot nykomlingen Fernando Alonso i Minardi. Då bestämde sig Briatore, som nu var tillbaka, att värva Alonso.  
Fisichella gick till Jordan medan Button, trots att han var riktigt långsam, fick förnyat förtroende inför stallets ombildning.
Benetton såldes till Renault och fick namnet Benetton Renault för att därefter övergå i Renault F1 2002.

## F1-säsonger
| Säsong | Tävlingsnamn                 | Bil                          | Motor                                   | Däck | Poäng | VM-plac. | Förare 1                          | Förare 2                      | Övriga förare |
| ------ | ---------------------------- | ---------------------------- | --------------------------------------- | ---- | ----- | -------- | --------------------------------- | ----------------------------- | ------------- |
| 1986   | Benetton Formula Ltd         | Benetton B186                | BMW 1.5 L4T                             | P    | 19    | 6:a      | Teo Fabi                          | Gerhard Berger                |               |
| 1987   | Benetton Formula Ltd         | Benetton B187                | Ford F1 1.5 V6T                         | G    | 28    | 5:a      | Teo Fabi                          | Thierry Boutsen               |               |
| 1988   | Benetton Formula Ltd         | Benetton B188                | Ford Cosworth DFR 3.5 V8                | G    | 39    | 3:a      | Alessandro Nannini                | Thierry Boutsen               |               |
| 1989   | Benetton Formula Ltd         | Benetton B188 Benetton B189  | Ford Cosworth DFR 3.5 V8 Ford HB 3.5 V8 | G    | 39    | 4:a      | Alessandro Nannini                | Johnny Herbert Emanuele Pirro |               |
| 1990   | Benetton Formula Ltd         | Benetton B189B Benetton B190 | Ford HB 3.5 V8                          | G    | 71    | 3:a      | Roberto Moreno Alessandro Nannini | Nelson Piquet                 |               |
| 1991   | Camel Benetton Ford          | Benetton B190B Benetton B191 | Ford HB 3.5 V8                          | P    | 38,5  | 4:a      | Roberto Moreno Michael Schumacher | Nelson Piquet                 |               |
| 1992   | Camel Benetton Ford          | Benetton B191B Benetton B192 | Ford HB 3.5 V8                          | G    | 91    | 3:a      | Michael Schumacher                | Martin Brundle                |               |
| 1993   | Camel Benetton Ford          | Benetton B193 Benetton B193B | Ford HB 3.5 V8                          | G    | 72    | 3:a      | Michael Schumacher                | Riccardo Patrese              |               |
| 1994   | Mild Seven Benetton Ford     | Benetton B194                | Ford Zetec-R 3.5 V8                     | G    | 103   | 2:a      | Michael Schumacher                | Johnny Herbert Jos Verstappen | JJ Lehto      |
| 1995   | Mild Seven Benetton Renault  | Benetton B195                | Renault 3.0 V10                         | G    | 137   | 1:a      | Michael Schumacher                | Johnny Herbert                |               |
| 1996   | Mild Seven Benetton Renault  | Benetton B196                | Renault 3.0 V10                         | G    | 68    | 3:a      | Jean Alesi                        | Gerhard Berger                |               |
| 1997   | Mild Seven Benetton Renault  | Benetton B197                | Renault 3.0 V10                         | G    | 67    | 3:a      | Jean Alesi                        | Gerhard Berger Alexander Wurz |               |
| 1998   | Mild Seven Benetton Playlife | Benetton B198                | Playlife 3.0 V10                        | B    | 33    | 5:a      | Giancarlo Fisichella              | Alexander Wurz                |               |
| 1999   | Mild Seven Benetton Playlife | Benetton B199                | Playlife 3.0 V10                        | B    | 16    | 6:a      | Giancarlo Fisichella              | Alexander Wurz                |               |
| 2000   | Mild Seven Benetton Playlife | Benetton B200                | Playlife 3.0 V10                        | B    | 20    | 4:a      | Giancarlo Fisichella              | Alexander Wurz                |               |
| 2001   | Mild Seven Benetton Renault  | Benetton B201                | Renault RS21 3.0 V10                    | M    | 10    | 7:a      | Giancarlo Fisichella              | Jenson Button                 |               |

| 1. Mexiko 1986 2. Japan 1989 3. Japan 1990 4. Australien 1990 5. Kanada 1991 6. Belgien 1992 7. Portugal 1993 8. Brasilien 1994 9. Stilla havet 1994 10. San Marino 1994 11. Monaco 1994 12. Kanada 1994 13. Frankrike 1994 14. Ungern 1994 15. Europa 1994 16. Brasilien 1995 17. Spanien 1995 18. Monaco 1995 19. Frankrike 1995 20. Storbritannien 1995 21. Tyskland 1995 22. Belgien 1995 23. Italien 1995 24. Europa 1995 25. Stilla havet 1995 26. Japan 1995 27. Tyskland 1997 |

| 1. Österrike 1986 2. Italien 1986 3. Monaco 1994 4. Spanien 1994 5. Kanada 1994 6. Ungern 1994 7. Europa 1994 8. Japan 1994 9. San Marino 1995 10. Spanien 1995 11. Kanada 1995 12. Japan 1995 13. Tyskland 1997 14. Italien 1997 15. Österrike 1998 |

| 1. Tyskland 1986 2. Österrike 1986 3. Italien 1986 4. San Marino 1987 5. Tyskland 1988 6. San Marino 1990 7. Belgien 1991 8. Belgien 1992 9. Australien 1992 10. Brasilien 1993 11. Spanien 1993 12. Kanada 1993 13. Frankrike 1993 14. Tyskland 1993 15. Brasilien 1994 16. Stilla havet 1994 17. Monaco 1994 18. Spanien 1994 19. Kanada 1994 20. Ungern 1994 21. Europa 1994 22. Australien 1994 23. Brasilien 1995 24. Argentina 1995 25. Kanada 1995 26. Frankrike 1995 27. Tyskland 1995 28. Europa 1995 29. Stilla havet 1995 30. Japan 1995 31. Argentina 1996 32. Monaco 1996 33. Belgien 1996 34. Argentina 1997 35. Tyskland 1997 36. Argentina 1998 |